# 口唇期
口唇期（こうしんき、独: Die orale Phase、英: oral stage）とは、ジークムント・フロイトが主張する5つの心理性的発達理論（独: Triebtheorie、英: Psychosexual development (stages)、リビドー発達段階）の中で最初の段階。
口は最初に経験する快楽の源で、生存のためにある。赤ん坊は本能的に吸う。口から満足を得ることで、赤ん坊には信頼と楽観的パーソナリティが発達する。時期については諸説あるがおおむね出生時から2歳までとされる。

## 口唇期固着
口唇での欲求が十分満たされなかったり、十分以上に満たされて成長すると、この段階の欲求に異常にこだわるようになる。これを口唇期固着（英: oral fixation, oral craving）という。もし、乳離れが早すぎて口への刺激が不足した場合、悲劇的で不信感に満ち、皮肉屋で攻撃的なパーソナリティが形成される可能性がある。逆に乳離れが遅く刺激を多く受けた場合、タバコやアルコール摂取の意欲の増加、爪を噛む行為などの症状がでる可能性がある。